# ナンバーディスプレイ
ナンバー・ディスプレイ（英語: Caller ID Display）は、固定電話やISDN回線に接続された対応電話機で、着信した際の相手の電話番号を電話機に表示するNTT東日本・NTT西日本の電話の付加サービス。ISDN回線の場合はINSナンバー・ディスプレイという名称で提供されている。
アナログ回線・ISDN・ひかり電話ともに有料オプション（ただし、70歳以上の契約者や70歳以上の同居者がいる契約者の回線については、工事費や使用料が無償化されている。無償化期間は2023年5月1日～2025年3月31日まで）。
持株会社移行・再編前のNTTが、1997年1月28日より横浜（045）・名古屋（052）・福岡（092）の3地域において「発信電話番号表示サービス」という名称で試験サービスを開始し（6月30日まで）、10月1日よりサービス名称を「ナンバー・ディスプレイ」に改めたうえで先述の3地域で本格サービスを開始。その後、1998年2月1日より、日本全国でサービスを開始した。
なお、NTT東日本・西日本のISDNサービスであるINSネットでは、INSネット、デジタル方式の携帯・自動車電話およびPHSからの着信についての発信者番号表示は基本機能として無料で提供されている。INSナンバー・ディスプレイの契約をすることにより、アナログ回線からの着信でも発信者番号が表示されるようになる。
同様のサービスは携帯電話、PHSや一部のIP電話でも無料で行われている。また、直収電話を提供するソフトバンクテレコムやKDDIも有料オプションサービスとして行っており、それぞれ番号表示サービス（ばんごうひょうじサービス）、発信番号表示（はっしんばんごうひょうじ）と呼んでいる。

## 概要
「ナンバー・ディスプレイ」は商品および役務の区分 第9類・第38類についてNTT東西が共有する登録商標（第4796741号）である。
電話を取る前に、どこからかかってきた電話かを知ることが可能となるため、いたずら電話やセールス電話などの迷惑な電話に対してメッセージを流すや着信拒否などの対処をすることが可能となる。
また、コールセンターなどでは、発信された電話番号とデータベースを連動して、顧客管理などの用途に利用することが多い（CTI機能：Computer Telephony Integration）。
電話を発信する場合、初期状態では相手に対して自分の電話番号を伝えてしまうため、何らかの事情で電話番号を伝えたくない場合には、電話番号の前に「184」（「イヤヨ」の語呂合わせから）を付加することによって、この通話については非通知設定となる。
電話機や回線の設定により、初期状態では相手に番号を通知しないこともできるが（通常非通知）、その場合、何らかの事情で電話番号を伝えたい場合には、電話番号の前に「186」を付加することによって、その通話については番号を通知することができる（呼毎通知）。
オプションサービスとして、キャッチホンでかかってきた相手の電話番号を表示する「キャッチホン・ディスプレイ」（1999年11月1日開始）や、電話番号を通知しないでかけてきた相手に、電話番号を通知してかけ直すよう応答する「ナンバー・リクエスト」（開始の時期や地域はナンバー・ディスプレイと同じ）がある。過去には電話番号とともに名前や会社名を表示する「ネーム・ディスプレイ」（2002年7月3日開始）もあったが、個人情報保護法の施行で個人情報の扱いが厳しくなったことに加え、当サービスを利用しなくても電話機の電話帳に登録された電話番号の相手からかかってきたとき、そこに紐付けられた名前を替わりに表示するようになっていることで対応している機能とかぶっており、サービス利用者の減少により、2011年10月31日をもって新規申し込みの受付を終了、2013年2月28日をもってサービスを終了した。

## 表示内容
内容は一例。機器によって多少異なることがある。
加入電話・ISDN・携帯電話・PHS・通知対応IP電話からの発信
電話番号（0311111111）
国際電話など海外からの発信
「+」の後に国番号+0を除いた市外局番+電話番号（+82211111111）
公衆電話からの発信
「公衆電話」「コウシュウデンワ」または「C」
非通知設定の発信
「非通知」「ヒツウチ」または「P」（発信者番号非通知）
国際電話（一部）・インターネット電話・番号通知に非対応のIP電話などの、発信電話番号を通知できない通話
「表示圏外」「ヒョウジケンガイ」または「O」「S」（通知不可能）
なお、IP電話（050）では現状、非通知理由の通知が仕様上不可能なため、公衆電話・発信者番号非通知・通知不可能の区別はできず、一律に発信者番号非通知扱いとなっていたとのことであったが、2006年には発信者番号通知扱いのものが現認されている。また、近年では、ボイスワープなどの着信転送が行われても、転送先へ発信者の電話番号を表示することができるようになっている。

### 発信電話番号非通知理由
NTTの仕様における発信電話番号非通知理由は以下の4種である。2010年8月現在。
P
発信者が自分の番号の通知を許可しないという手続きをしたため通知できない（ユーザ拒否のため通知不可）。発信元は発信番号通知の機能を備えている網内にあるが、発信者によって明示的に「通知しない」手続きが取られた発信。
O
「発信電話番号が通知されない詳細理由」を通知できない（サービス提供不可のため通知不可）。発信番号通知の機能を備えていない網から接続（発呼）が行われた場合など。
C
公衆電話からの発信であるため通知できない（公衆電話発信のため通知不可）。公衆電話からの発信であっても「184」を付加した場合は「P」になる。
S
発信側の網は番号を通知できる能力を有しているが、サービスの契約条件や網の動作条件によって発信電話番号を通知できない（サービス競合のため通知不可）。「O」とは異なり、発信側の網は基本的な機能として番号を通知でき、発信者・受信者双方の網は番号を通知できるが、発信者・受信者双方の個別契約条件（いわゆるオプション）や網同士の接続における動作条件などの制限から番号を通知できない状態。

## 利用
ナンバー・ディスプレイ機能を利用するには、NTTに申し込み、契約する必要がある。また、ナンバー・ディスプレイに対応した電話機が必要である。ISDN回線の場合はターミナルアダプタも対応している必要がある。サービス開始直後には非対応機でもサービスを利用できるようにと、電話機とモジュラージャックの間につなげるアダプターが発売されていたが、極初期の間のみに発売されただけで、番号表示機能付きの電話機のナンバーディスプレイ機能の標準化や、のちに安価な対応電話機が出回るようになると急速に製造中止となっていった。現在は数は少ないものの、USB接続対応のものが数社から発売されている。
ISDN回線の場合は、ISDN相互間やデジタル携帯との通信においては、番号表示機能が標準装備されている。アナログ一般回線との通話の場合に番号表示をさせるためには「INSナンバー・ディスプレイ」の契約が必要である。
費用は工事費と、毎月の使用料がかかるが、特殊詐欺への対応の一環として、2023年5月より70歳以上の契約者や70歳以上の同居者がいる契約者の回線について、工事費や使用料の無償化が発表された。

## 応用
通話開始前に発信者番号が判明することから、適切に対応できるであろう通話者を推定してその人を呼び寄せてから受話器をあげてもらったり、逆に相手に応じて居留守を使い分けることも可能である。対応電話機の機能によっては、内蔵電話帳に登録済みの番号について着信時に番号と合わせて電話帳登録名も表示させることで、発信者をより識別しやすくすることができる。より高機能な対応電話機では、発信者番号ごとに呼び出し音を変えて設定したり、呼び出し音とともに電話帳登録した相手の名前を音声で読み上げることも可能であり、この場合は電話機の表示を見ずとも誰からの電話なのか知ることができる。
着信できない発信専用電話番号やフリーダイヤルの番号を使い非通話拒否設定を回避してくる場合は、特定番号からの着信を拒否するサービスや電話機の着信拒否機能を利用することにより対策できる。

## 非対応機使用時の注意事項
ナンバー・ディスプレイ契約回線にナンバー・ディスプレイ非対応の電話機を接続した場合（対応機でもナンバー・ディスプレイ機能をオフにしている場合も含む）、電話がかかってくると、短い呼出音（0.5秒鳴、0.5秒静）が数回鳴って、しばらくすると通常の呼出音（1秒鳴、2秒静）が鳴り出すので、通常の呼出音になるまで待ってから受話器を上げるようにする必要がある。誤って短い呼出音が鳴っている間に受話器を上げた場合は、すぐに受話器を戻し、通常の呼出音となるまで待てばよい。

## 日本国外
英語版Caller ID参照。